# 石排灣 (香港仔)

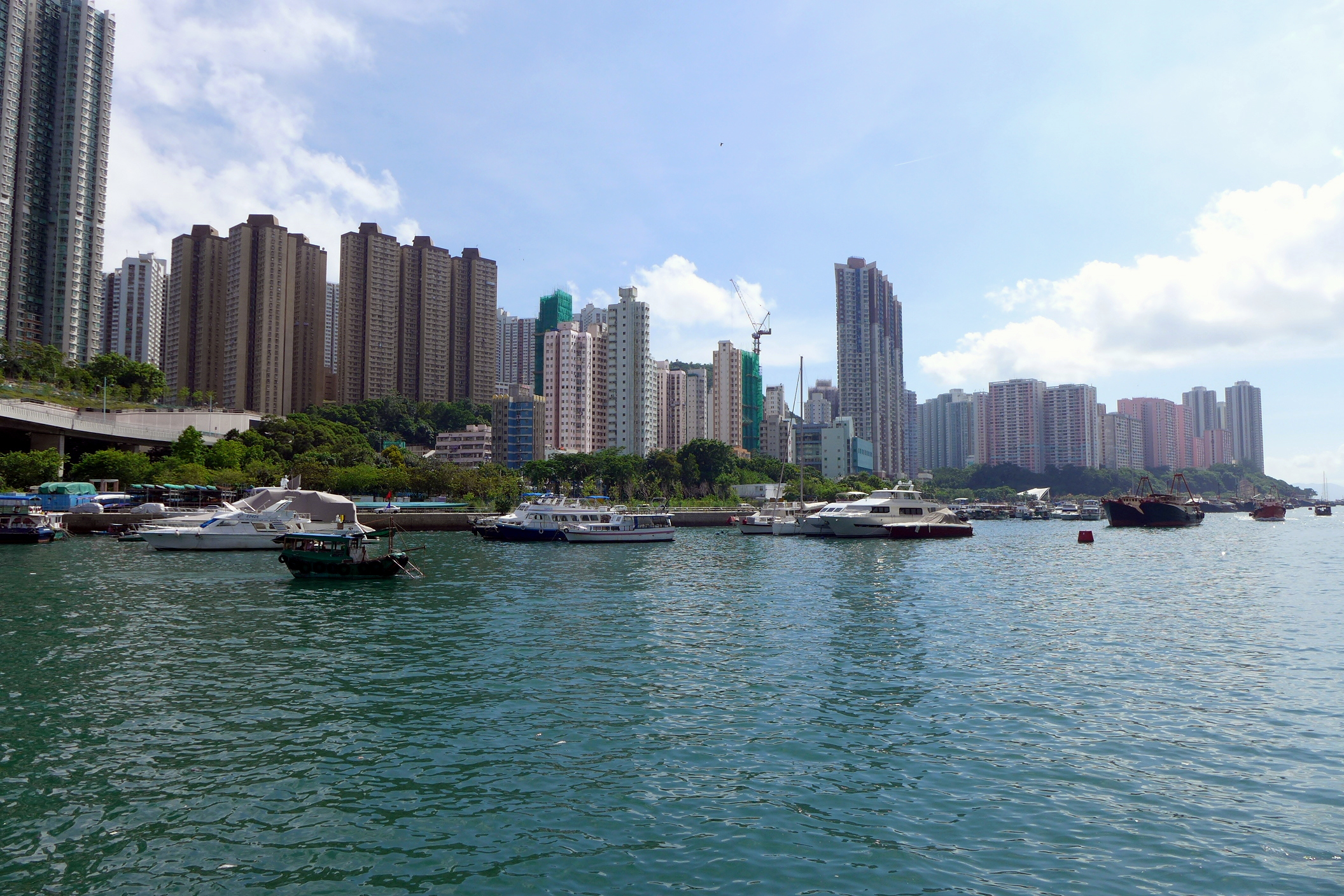
石排灣本指香港仔的海灣，現時多稱為香港仔西避風塘

石排灣（英語：Shek Pai Wan）位於香港島，屬於香港南區的一部份，原指香港仔一個現在已消失的海灣。

## 歷史

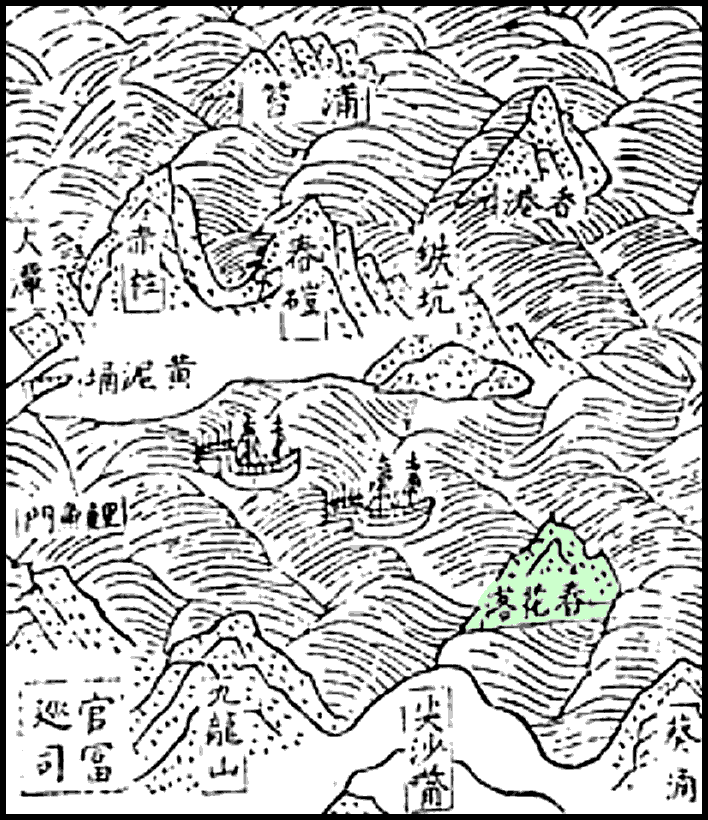
明代《粵大記》的「香港」被錯誤標示在鴨脷洲，實際位置應該是對岸的石排灣

明朝，東莞南部及新安縣（包括瀝源及沙螺灣）出產的香木皆從陸路運到尖沙咀，再用舢舨運到石排灣，然後船運至外地。
蘇格蘭商人德格拉斯．立畢（Douglas Lapraik）與英國人林蒙（John Lamont）於1855年在香港仔建船塢。
昔時船塢所在的海灣，隨著1970年代填海工程而消失，相關填海地已建成為今日的香港仔中心。

## 演變
相傳清朝時，常有石礦工人運巨石至此灣岸邊，以待收貨的船來轉運往各地建屋宇，居民常見此灣有排排巨石，便稱此地為石排灣。
石排灣一带在明朝嘉靖年間（1522至 1567 年）為貯存莞香木之地，有大船定期駛經此處，將莞香運往廣州。
「香港」原指英國人1841年港島南面登岸時的香港仔和石排灣一帶，事緣當年一名叫「阿群」的漁民，帶領赤柱上岸的英軍，到港島北部。英軍詢問該處地名，阿群以水上人蜑音回答「香港」。故此香港成为整個香港島的名字，意思有所擴大。
此后，英國政府把港島、九龍和新界合稱「香港」。

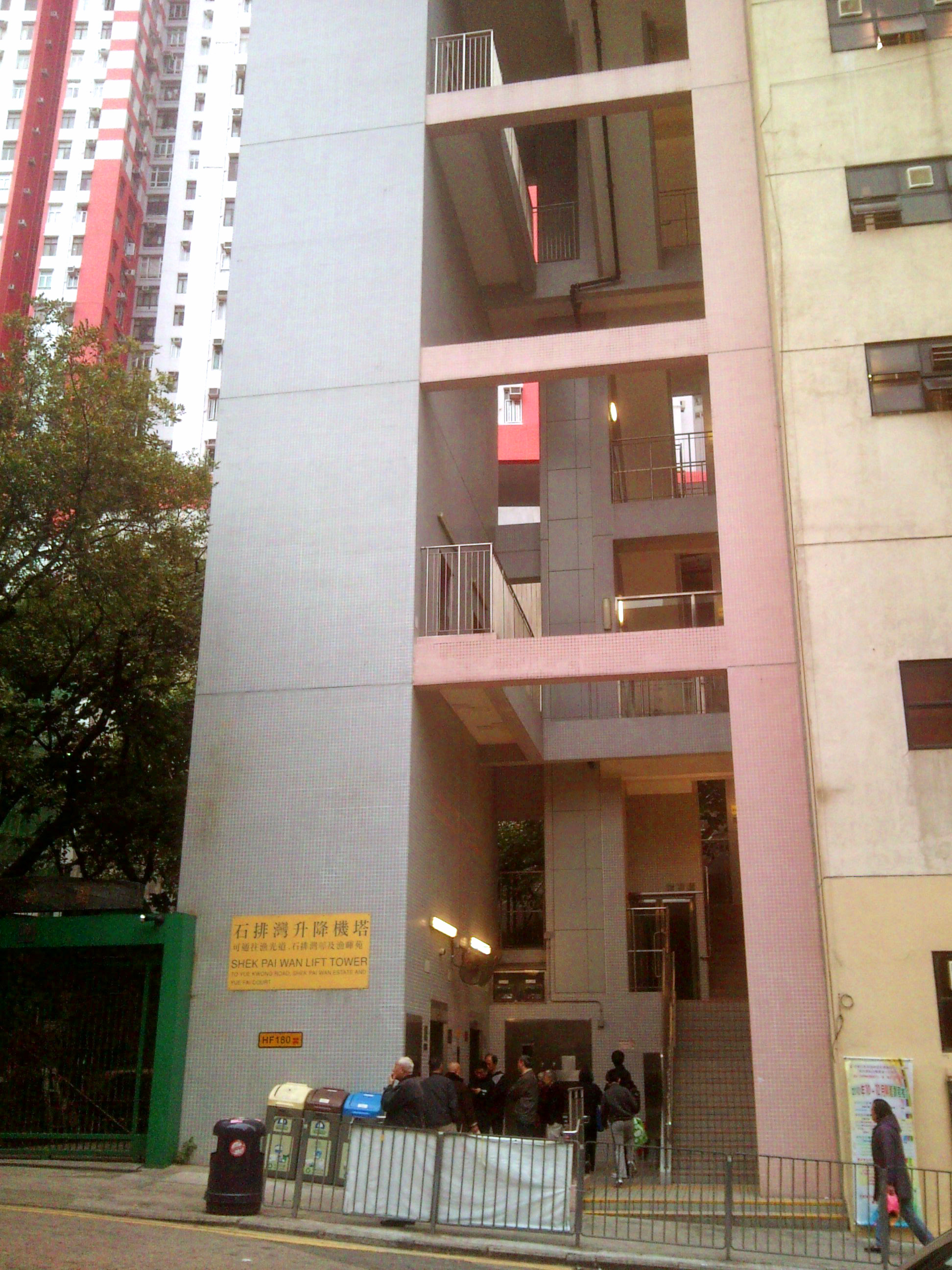
石排灣升降機塔，方便居民來往市中心

1967年，徙置事務署於香港仔半山區興建「石排灣徙置區」，其後因應公共房屋政策轉變於1973年改由香港房屋委員會管理，並命名為石排灣邨，石排灣一名便逐漸縮窄範圍，轉變成香港仔半山區的地名。
而另一點值得留意的是，石排灣道是位於華富邨至田灣通往香港仔的一段道路，而非位於石排灣邨。

### 公共交通

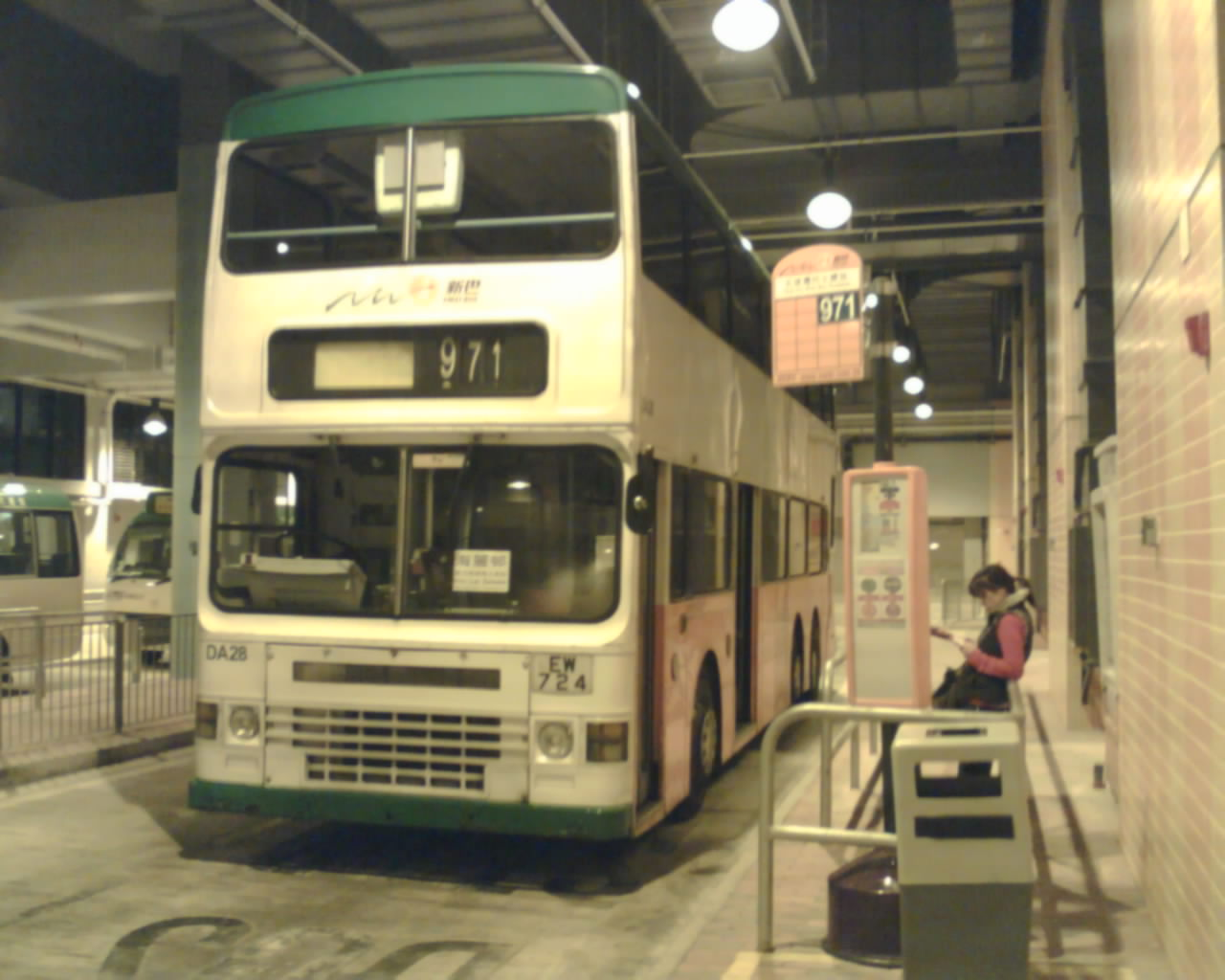
一部新巴停泊於石排灣邨巴士總站

## 著名地點
- 香港仔郊野公園
- 建造業訓練委員會香港仔訓練中心
- 蒲窩（即香港仔警署舊址）
- 石排灣邨
- 漁光村
- 漁暉苑

## 交通

### 主要交通幹道
- 香港仔水塘道
- 漁光道

## 外部連結
- 石排灣地圖 （页面存档备份，存于）